# Звягинцево (Высокский сельсовет)
Звягинцево — деревня в Медвенском районе Курской области России. Входит в состав Высокского сельсовета.

## География
Деревня находится на юге центральной части Курской области, в пределах Среднерусской возвышенности, в лесостепной зоне, к северу от реки Реут, на расстоянии примерно 8 километров (по прямой) к северо-западу от Медвенки, административного центра района. Абсолютная высота — 166 метров над уровнем моря.

### Климат
Климат характеризуется как умеренно континентальный, с тёплым летом и умеренно холодной зимой. Среднегодовая температура воздуха — 5,5 °C. Абсолютный минимум температуры воздуха самого холодного месяца (января) составляет −37 °C; абсолютный максимум самого тёплого месяца (июля) — 35 °C. Безморозный период длится около 151 дня в году. Среднегодовое количество атмосферных осадков составляет 587 мм, из которых большая часть выпадает в тёплый период.

### Часовой пояс
Деревня Звягинцево, как и вся Курская область, находится в часовой зоне МСК (московское время). Смещение применяемого времени относительно UTC составляет +3:00.

## Население
| 2002 | 2010 |
| ---- | ---- |
| 145  | ↘120 |

### Половой состав
По данным Всероссийской переписи населения 2010 года в половой структуре населения мужчины составляли 41,7 %, женщины — соответственно 58,3 %.

### Национальный состав
Согласно результатам переписи 2002 года, в национальной структуре населения русские составляли 99 %.

## Инфраструктура
Личное подсобное хозяйство. В деревне 84 дома.

## Транспорт
Звягинцево находится в 8 км от автодороги федерального значения М2 «Крым» (часть европейского маршрута E 105), в 13,5 км от автодороги регионального значения 38К-004 (Дьяконово — Суджа — граница с Украиной), в 3,5 км от автодороги 38К-009 (М-2 «Крым» — 38К-004), при автодорогe межмуниципального значения 38Н-204 (38К-009 – Высокое), в 22,5 км от ближайшей ж/д станции Дьяконово (линия Льгов I — Курск).
В 98 км от аэропорта имени В. Г. Шухова (недалеко от Белгорода).